# Heterocnephes atropygialis
Heterocnephes atropygialis là một loài bướm đêm trong họ Crambidae.